# Mitrasacme hispida
Mitrasacme hispida är en tvåhjärtbladig växtart som beskrevs av W. V. Fitzg.. Mitrasacme hispida ingår i släktet Mitrasacme och familjen Loganiaceae. Inga underarter finns listade i Catalogue of Life.